# Конклав (роман)
Вижте пояснителната страница за други значения на Конклав.
Конклав (на италиански: Conclave) е роман на италианския писател Роберто Паци. Романът е издаден през 2001 г. от италианското издателство „Фрасинели“. Романът е преведен и издаден в САЩ, Великобритания, Германия, Естония, Словакия, Франция, Япония, Русия, Турция, Бразилия, Хърватия, Испания, Полша, Португалия и др. На български език е издаден през 2010 г. от издателство „Унискорп“, в превод на Велимира Костова-Върлакова.

## Сюжет
Внимание:  Текстът по-долу разкрива сюжета на произведението (или части от него)!
Романът „Конклав“ проследява историята на папските избори във Ватикана. Минават седмица, месеци, но кардиналите не могат да достигнат до решение. Политическият натиск отвън, интригите между отделните фракции в Конклава затрудняват избора и напрежението в Сикстинската капела расте. И докато светът навън започва да става нетърпелив, в конклава започват да се случват невиждани събития. Апостолическият дворец е нападнат от плъхове, прилепи и сови, кардиналите са ужасени, а из коридорите на светото обиталище се гонят котки, кудкудякат кокошки и се спотайват скорпиони. На фона на тази бъркотия кардиналите разискват важни духовни теми. Развръзката настъпва на Коледа, когато с помощта на божествената намеса, кардиналите избират кардинал Еторе Малвеци за римски папа. Книгата е написана интелигентно, с тънко чувство за хумор и същевременно без капка неуважение към църквата и вярата.

## Награди
Романът е отличен с няколко литературни награди – „Скано“, „Комисо“, „Суперфлаяно“, „Стреса“, и „Раполано терме“.